# George Carlyle Marler
George Carlyle Marler (né à Montréal le 14 septembre 1901 - décédé à Montréal le 10 avril 1981 ) est un notaire et un homme politique québécois, le chef par intérim du Parti libéral du Québec du 22 juillet 1949 au 20 mai 1950, et ministre fédéral des Transports du 1er juillet 1954 au 21 juin 1957.

## Biographie
George Marler est le député libéral de la circonscription électorale de Westmount—Saint-Georges à l'Assemblée législative du Québec de 1942 à 1954.  D'abord élu député lors de l'élection partielle du 23 mars 1942, il fut réélu lors des élections générales de 1944, 1948 et 1952.  À la suite du départ d'Adélard Godbout, il assuma le rôle de chef par intérim du parti libéral du Québec en 1949 et 1950, jusqu'à l'élection de Georges-Émile Lapalme.  Il fut chef de l'opposition officielle à l'Assemblée législative du 4 novembre 1948 au 18 novembre 1953, jusqu'à l'élection de G-.E. Lapalme comme député.  Il demeura le principal collaborateur parlementaire de celui-ci jusqu'en 1954.
Il démissionna comme député provincial le 30 juin 1954 pour devenir ministre des Transports du gouvernement fédéral à la demande du premier ministre Louis St-Laurent, poste qu'il occupa de 1954 à 1957.  Il fut député libéral fédéral de la circonscription électorale de Saint-Antoine—Westmount de 1954 à 1958.
Il fut nommé au conseil législatif du Québec par Jean Lesage le 8 novembre 1960.  Il y siégea de 1960 à 1968 et y fut leader du gouvernement (1960-1965) puis leader de l'opposition (1966-1968).
Philatéliste, il est connu pour ses études des séries de timbres, notamment celle à l'effigie du roi George V en uniforme d'amiral émises de 1911 à 1918.

## Études philatéliques
- Marler, George C., 1901-1982. L'émission Edouard VII du Canada : une étude détaillée / par George C. Marler.  -- [Ottawa] : Musée national des postes, c1975.
- Marler, William de Montmollin, 1849-1929. The law of real property : Quebec / by William de Montmollin Marler ; completed and arranged by George C. Marler ; with a foreword by P.B. Mignault. -- Toronto : Burroughs, 1932.
- Marler, George C., 1901-1982. Canada, the admiral issue, 1911-1925 / by George C. Marler. -- Toronto : Unitrade Press, 1980.
- Marler, George C., 1901-1982. Canada : notes on the 1911-1925 issue. -- State College, Pa : American Philatelic Society, 1949.
- Marler, George C., 1901-1982. Booklets of the admiral stamps of 1911 to 1925 / by George C. Marler ; editor R.J. Woolley. -- [Canada? : s.n., 1970?] ([Thornhill [Ont.] : J.F. Webb]).

## Archives
Il y a un fonds d'archives George Carlyle Marler à Bibliothèque et Archives Canada.